# Nadezhda Troyan
Nadezhda Víktorovna Troyan (en belarús: Надзея Викторовна Траян; en rus: Наде́жда Ви́кторовна Троя́н; 24 d'octubre de 1921 – 7 de setembre de 2011) va ser una oficial d'intel·ligència soviètica que també va exercir com a infermera en una unitat. És més coneguda pel seu paper en l'assassinat de Wilhelm Kube, pel qual ella i els altres conspiradors van ser honorats amb el títol d'Heroi de la Unió Soviètica el 29 d'octubre de 1943.

## Biografia

### Infància i joventut
Nadezhda Troyan va néixer el 24 d'octubre de 1921 en el si d'una família bielorussa de classe treballadora al poble de Drissa, situat dins de la governació de Vítsiebsk, en l'actual Belarús. La seva família es va mudar amb freqüència a diferents parts de la Unió Soviètica, incloses Txetxènia i Sibèria. Després de completar deu graus a l'escola amb excel·lents qualificacions, va ingressar en l'Institut Mèdic de Moscou, però poc després es va traslladar a l'Institut Mèdic de Minsk quan la seva família es va mudar a Minsk.

### Segona Guerra Mundial
Després de la invasió alemanya de la Unió Soviètica en 1941, l'exèrcit alemany ràpidament va prendre el control de la ciutat natal de Troyan i es va veure obligada a netejar les casernes de la Wehrmacht. Més tard va ser reassignada a tasques de cuina i va treballar amb diversos presoners de guerra. Va trobar un pamflet contra l'ocupació al seu pati posterior i va distribuir-ne diverses còpies, però després que la seva família es mudés a Smalyavichy, es va involucrar més en el moviment de resistència després d'assabentar-se que una companya infermera a l'hospital on treballava, Niura Kosarevskaya, estava ajudant a un grup de partisans. Finalment, Troyan es va guanyar la confiança de Kosarevskaya i va ajudar a la unitat partisana treballant com a traductora ja que sabia bastant alemany. Va començar a imprimir i distribuir fullets escrits en alemany dirigits als soldats de la Wehrmacht, després els amagava en el fons dels contenidors d'aliments venuts a les tropes alemanyes i feia contraban d'armes i subministraments a la resistència de Minsk cada vegada que un oficial alemany l'hi portava. Més tard, els alemanys van començar a sospitar d'ella a l'estiu de 1942, per la qual cosa la van obligar a presenciar una execució massiva de presumptes partisans. Després d'això, va aconseguir deixar Smalyavichy i va començar a treballar com a infermera en la unitat partisana coneguda com «Dyadi Koli». Posteriorment va ser assignada al cinquè subdestacament, que se suposava que havia de descarrilar trens, destruir equips alemanys i ajudar a escapar als presoners soviètics.
En la primavera de 1943, a Troyan se li va assignar la perillosa tasca de trobar  algú per assassinar  Wilhelm Kube, un membre d'alt rang de les SS i el Generalkommissar de la Bielorússia ocupada pels nazis, qui a més era el supervisor del gueto de Minsk. Troyan finalment es va decidir per una jove anomenada Elena Mázanik, qui treballava en la mansió de Kube com a serventa i era germana d'una altra partisana, Valentina Shchutskoi. Mázanik tenia molta por de confiar en Troyan al principi, però després que la seva germana verifiqués la identitat de la conspiradora qui seria l'encarregada de proporcionar la bomba, Maria Osipova, Mazanik es va sentir més tranquil·la i va acceptar el pla. Mazanik va col·locar la bomba sota el llit de Kube i l'assassinat va sortir segons el planejat. Després, els tres membres que havien ordit i executat el complot, inclosa Troyan, van rebre el títol d'Heroi de la Unió Soviètica el 29 d'octubre de 1943 pel seu «coratge i heroisme en la lluita contra els invasors nazis». Va continuar participant en activitats de resistència fins al final de la guerra.
Aquesta gesta dels partisans soviètics es descriu en el llargmetratge de 1958 Часы остановились в полночь (El rellotge es va detenir a mitjanit), dirigida per Nikolái Figurovski i produïda per Belarusfilm, la sèrie russa de 2012 Okhota na gaulyaytera (caça al Gauleiter) dirigida per Oleg Bazilov, i en el documental rusobielorruso de 2007 Убить гауляйтера (Matar al Gauleiter).

### Postguerra
Després del final de la guerra, Troyan es va graduar en 1947 en la facultat de medicina de la Universitat Estatal de Moscou i es va convertir en cirurgiana. Així mateix es va convertir en Candidata de Ciències Mèdiques en 1962 després d'escriure la seva dissertació. Posteriorment va treballar per al Ministeri de Salut en l'Institut Central de Recerca Científica per a l'Educació en Salut de l'URSS i finalment es va convertir en directora del programa. Va morir a Moscou el 7 de setembre de 2011 a l'edat de 89 anys.
A més va ser membre del Presídium del Comitè Soviètic de Veterans de Guerra, del Comitè de Defensa de la Pau, presidenta del comitè executiu de la Unió de Societats de la Creu Roja i de la Mitja Lluna Roja de l'URSS, membre del Consell de la Internacional Federació de Lluitadors de la Resistència, copresident de l'Organització Internacional per a l'Educació per a la Salut.Va morir a Moscú el 7 de setembre de 2011.

## Condecoracions i honors
- Heroi de la Unió Soviètica (Núm. 1209; 29 d'octubre de 1943).
- Orde de Lenin (29 d'octubre de 1943).
- Ordre de la Guerra Pàtria de 1r grau.
- Ordre de l'Estrella Vermella
- Ordre de l'Amistat dels Pobles (7 d'abril de 1994) - «per mèrits en el moviment de veterans i participació activa en l'educació patriòtica de la joventut».[11]
- Ordre de la Bandera Vermella del Treball, dues vegades
- Medalla al Partisà de la Guerra Pàtria de 1r grau
- Medalla de Zhúkov
- Medalla Commemorativa pel Centenari del Natalici de Lenin
- Medalla per la Victòria sobre Alemanya en la Gran Guerra Pàtria 1941-1945
- Medalla Commemorativa del 20è Aniversari de la Victòria en la Gran Guerra Pàtria de 1941-1945
- Medalla Commemorativa del 30è Aniversari de la Victòria en la Gran Guerra Pàtria de 1941-1945
- Medalla Commemorativa del 40è Aniversari de la Victòria en la Gran Guerra Pàtria de 1941-1945
- Medalla Commemorativa del 50è Aniversari de la Victòria en la Gran Guerra Pàtria de 1941-1945
- Medalla Commemorativa del 60è Aniversari de la Victòria en la Gran Guerra Pàtria de 1941-1945
- Medalla Commemorativa del 65è Aniversari de la Victòria en la Gran Guerra Pàtria de 1941-1945
- Medalla al Treballador Veterà
- Medalla del 50è Aniversari de les Forces Armades de l'URSS
- Medalla del 60è Aniversari de les Forces Armades de l'URSS
- Medalla del 70è  Aniversari de les Forces Armades de l'URSS
- Medalla Commemorativa del 800è Aniversari de Moscou
- Medalla Commemorativa del 850è Aniversari de Moscou